# Luton (film)
Luton è un film del 2013 diretto da Michalis Konstantatos.
Il regista Konstantatos, architetto con alle spalle un paio di cortometraggi di successo, è al suo primo lungometraggio.
La pellicola venne presentata in anteprima al Festival internazionale del cinema di San Sebastián il 25 settembre 2013. 

## Trama
Makis è un uomo di mezza età che possiede un mini market. Ha una moglie e due figli piccoli e appare stanco e insensibile a qualsiasi cosa.
Mary è una giovane donna che tiene molto alla propria immagine e si divide tra un lavoro che la costringe a noiose file e burocrazia, un compagno che non la considera se non per il sesso, e una mamma allettata cui dare assistenza.
Jimmy è un liceale, di famiglia molto facoltosa, ha una ragazza cui non riserva troppe attenzioni, una famiglia che non sopporta, e non si applica particolarmente né a scuola né nelle attività extrascolastiche.
Queste tre persone sembrano distanti in tutto, sebbene li accomuni un'apatia e un'insoddisfazione che traspare nei loro gesti quotidiani. Ebbene, nottetempo, queste tre persone si incontrano per unirsi in atti di violenza gratuita perpetrati su persone deboli e indifese, individuate di volta in volta, in maniera apparentemente piuttosto casuale.
Quando Jimmy si reca da Makis per riferirgli che la famiglia ha deciso di mandarlo a studiare in una scuola privata a Luton, è necessario pensare a come, e se, proseguire.

## Distribuzione
Il film fu proiettato in anteprima mondiale a San Sebastián il 25 settembre 2013, quindi il 1º ottobre venne distribuito in Grecia, per poi essere presentato a novembre anche al Festival di Torino del 2013.